# ハインツ・ハイムゼート

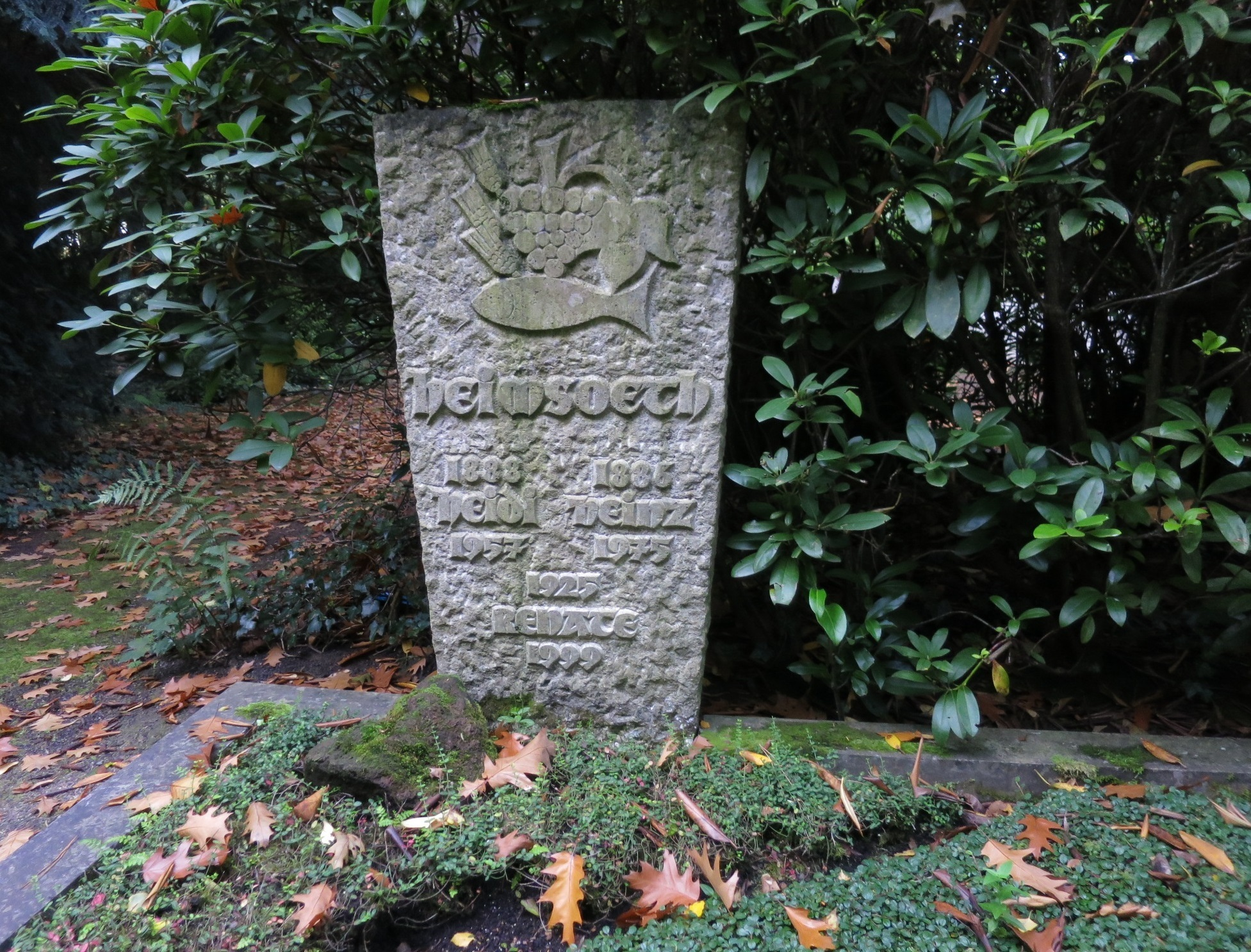
ハインツ・ハイムゼートの墓

ハインツ・ハイムゼート(Heinz Heimsoeth,1886年8月12日－1975年9月10日)は、ドイツの哲学者・哲学史家。ヴィンデルバント著『哲学史教本』の補注者としても有名。

## 生涯
ケルン出身。1905年からルプレヒト・カール大学ハイデルベルクに入学するが、間もなくベルリンに移り、そこでアロイス・リールとヴィルヘルム・ディルタイとエルンスト・カッシーラーのもとで学んだ。1907年、新カント派への興味からフィリップ大学マールブルクへ移り、ヘルマン・コーエンとパウル・ナトルプのもとで学んだ。
1911年に卒業し、その時の卒業論文の題材はルネ・デカルトである。
パリでアンリ・ベルクソンのもとで学び、ゴットフリート・ライプニッツの論文を書き、大学教員としての資格を得た。
フィリップ大学マールブルクで2年間教員を務めた後、1923年にケーニヒスベルク大学の教授に任命され、1931年にはケルンで哲学を教えることになった。
ナチ党の権力掌握後にあたる1933年にナチ党入りし、同年から1940年代半ばまでケルン大学の学部長を務めた。1954年ケルン大学の名誉教授に任命された。
1975年にケルンにて死去。

## 思想
「形而上学的(存在論的)カント解釈｣の確立者でカント形而上学の研究を推し進めた。

## 著作
- Die sechs grossen Themen der abendlandischen Metaphysik und der Ausgang des Mittelalters(座小田豊ほか訳『近代哲学の精神 -西洋形而上学の六つの大テーマと中世の終わり』法政大学出版局)
- Metaphysik der Neuzeit(北岡武司訳『近代の形而上学』法政大学出版局)
- Studien zur Philosophie Immanuel Kants(須田朗・宮武昭訳『カント哲学の形成と形而上学的基礎』未來社)
- Ideenlehre und Paralogismen(山形欽一訳『魂・世界および神 -カント『純粋理性批判』註解超越論的弁証論 第1部 理念論および誤謬推理』晃洋書房)
- Transzendentale Dialektik(山形欽一訳『魂・世界および神 -カント『純粋理性批判』註解-超越論的弁証論 第2部』晃洋書房)
- ヴィンデルバント著,ハイムゼート補,服部英二郎訳『西洋哲学史要 第一巻』創元社

## 関連人物
- ヴィルヘルム・ヴィンデルバント